# Черкес, Даниил Яковлевич
Дании́л Я́ковлевич Черке́с (31 августа 1899, Москва — 9 июня 1971, там же) — советский художник-маринист, портретист, мастер натюрморта и пейзажа, плакатист. Художник-мультипликатор, стоял у истоков мультипликационного кино наряду с И. Ивановым-Вано, Ю. Меркуловым, Н. Ходатаевым, З. Комиссаренко. Сорежиссёр первого детского игрового фильма с элементами мультипликации «Сенька-африканец» (1927), художник в Первом театре РСФСР под руководством В. Э. Мейерхольда.

## Биография

### Ранние годы
Родился в Москве. Пристрастие к рисованию унаследовал от отца-художника, большого любителя, собирателя и знатока живописи. Его превосходная коллекция всегда была доступна юному Даниилу Черкесу, — уже тогда он заинтересовался творчеством А. А. Иванова. Учился в частной мужской гимназии В. В. Нечаевой (директор В. С. Нечаев), где его соучеником был Павел Блохин. 
Увлечение живописью переплеталось с мечтой стать моряком. Однако первое взяло вверх — и в 1918 году Черкес ушёл с кораблестроительного отделения политехнического института в Петрограде и поступил во ВХУТЕМАС в мастерскую С. В. Малютина, ассистентами которого были П. Д. Корин и В. Н. Яковлев.
В 1919 году регулярные занятия живописью были прерваны: Черкес ушёл добровольцем в Красную армию, где получил направление на только что организованные курсы командного состава. После демобилизации Черкес работал в Первом театре РСФСР под руководством В. Э. Мейерхольда в качестве художника-декоратора и художника-монтировщика сцены. Мейерхольд по-человечески и творчески увлекал Даниила Яковлевича. В спектакле Мейерхольда «Зори» по пьесе Верхарна Черкес работал художником-постановщиком.
Во ВХУТЕМАС Черкес вернулся в 1922 году, выбрав мастерскую Петра Кончаловского — зятя Василия Сурикова. В 1923 году окончил обучение программным пейзажем, написанным в подражание А. А. Иванову. Первые годы после окончания ВХУТЕМАСа были насыщенными разнообразной деятельностью: Черкес работал в «Музгизе» и «Молодой гвардии».

### Мультипликация
В 1925 году с приходом на киностудию «Межрабпом-Русь» его судьба переменилась. По словам кинорежиссёра Эдуарда Назарова, Черкес «входил, если можно так сказать, в „Могучую кучку“ мультипликаторов, которые пришли в мультипликацию после окончания ВХУТЕМАСа». Вместе с И. П. Ивановым-Вано и Ю. А. Меркуловым Черкес принял участие в создании первого советского рисованного мультипликационного фильма «Каток» (1927). По мнению Э. Назарова, «Графике и пластике этого фильма завидуют до сих пор мультипликаторы нашей страны!» По словам Семёна Гинзбурга, «Успех изобразительного решения фильма „Каток“ состоял в том, что в нём было уловлено верное соотношение между рисунком и движением». В том же 1927 году Черкес снял в качестве сорежиссёра-постановщика и художника-мультипликатора детский художественный фильм «Сенька-африканец» (или «Крокодил Крокодилович»). Сложность этого фильма заключалась в том, что в нём сочетались элементы игрового кино и рисованной мультипликации. В его основу положены произведения Корнея Чуковского.
В 1929 году снял «Похождения Мюнхгаузена» — мультипликационный фильм, ставший первой экранизацией сказки. Сценарий был написан им в соавторстве с Наталией Сац. По поводу этого фильма Э. Назаров сказал, что фильм «Похождения Мюнхгаузена» был снят в лучших традициях игрового фильма и комической мультипликации.
Коллега, бывший однокурсник по ВХУТЕМАСу и товарищ — И. Иванов-Вано отзывался о Черкесе как о «блестящем рисовальщике», у которого он сам многому научился.
В этот же период Черкес работал в жанре плакатной карикатуры. В июне 1933 года в помещении «Уффичио Модерно» в Милане открылась Международная выставка современного плаката, в отделе советского плаката экспонировались 13 произведений, в том числе и работа Черкеса.
Одновременно появлялись и графические работы. В 1929 году был исполнен карандашный «Портрет Пекелиса А. Б.», сотрудника «Межрабпомфильма». Рисунок отличается чётким построением головы, пластической выразительностью.

### Станковая живопись
В середине 1930-х годов Черкес ушёл из мультипликации и начал серьёзно заниматься станковой живописью. Впервые его пейзаж был представлена на выставке «Художники РСФСР за XV лет» (1917—1932). Затем он выставлялся почти ежегодно.
В 1933 году создал серию акварелей, изображавших суровую красоту Коктебеля. По его словам, «для меня крымская степь никогда не была ни скучной, ни однообразной».
В живописи Черкес нашёл себя не сразу. С конца 1930-х годов внимательно изучал пластику человеческого тела, работал над портретом. Он писал натюрморты и пейзажи, но с 1939 года, с первой его поездки по каналу имени Москвы отдался своей страсти — изображению воды. Он неоднократно бывал на Чёрном, Азовском, Баренцевом, Белом и Балтийском морях. В своих картинах он показал своеобразную красоту каждого из них.
В годы войны работал в «Окнах ТАСС» в Москве. В 1942 году вышел его плакат: «В новом году — к новым победам!». На выставке «Великая Отечественная война» были экспонированы картины «Здесь были немцы» и «Русский лес».
Многочисленные поездки дали художнику богатый и многообразный материал. Он ходил на рыбацких баркасах по Азовскому, Чёрному и Балтийскому (1948—1949) морям, на траулерах — по Баренцеву и Белому.
Учителями Черкеса были художники-реалисты С. В. Малютин, В. Н. Яковлев, П. Д. Корин и П. П. Кончаловский. Постоянное общение с пейзажистом И. С. Остроуховым также очень помогло становлению художника. К периоду 1950-х — начала 1960-х годов относятся наибольшие достижения в творчестве Черкеса. Зоркое видение природы помогло ему понять своеобразие пейзажа Крайнего Севера и знойного юга, Прибалтики и Приазовья. Постоянно отыскивая типическое в пейзаже, художник достиг большого разнообразия в работах. На Балтике его привлекает жизнь рыбачьих посёлков; на севере он пишет белые ночи, в Керчи — солнечные пейзажи. Берега Чёрного моря художник наблюдает в разные времена года при различной погоде. Его привлекает то молочно-сизый туман, окутавший прибрежные скалы зимой, то яркая лазурь воды южного моря весной и летом".
В декабре 1953 года Черкес выехал в Гурзуф (Крым) в качестве художественного руководителя группы художников, разместившихся в Доме творчества художественного фонда СССР в здании, построенном Константином Коровиным. Как писал Черкес, «трудно представить себе лучшие условия для творческой работы, чем те, которые созданы в Гурзуфе…»
В 1952—1954 годах по заданию Московского государственного университета Черкес совершил две длительные поездки на Север. В результате были написаны картины «Мончегорские горные тундры», «Кольская тайга», «Встреча траулера — победителя в соцсоревновании» — для географического факультета МГУ. А также созданы панно «Тундра», «Лесотундра», «Звероферма», «Земледелие Заполярья» для музея земледелия МГУ. Как отмечал И. Ставропольский в газете «Водный транспорт», на картинах Черкеса любое судно — от парусной шхуны до океанского парохода — изображено верно по своей конструкции.
У Черкеса редко бывает „пустое“ море. Он сам называет себя корабельщиком. И, правда, в большинстве его марин присутствуют корабли. Но в Феодосийской картинной галерее имени И. К. Айвазовского висит картина „Волна“ (1953) с морем „пустым“ до горизонта.
В 1956—1957 годах Черкес работал на севере, создав серию пейзажей (картины «Валуны у Ламбуш-озера. Карелия», «Онежское озеро у Петрозаводска», «Белая ночь. Мурманск»).
Серьёзно разрабатывалась Черкесом в течение ряда лет тема советского подводного флота. В 1958 году на выставке «40 лет Советских Вооружённых сил» экспонировалась картина «У родных берегов». В 1958 году Черкес получил благодарность от Главнокомандующего ВМФ адмирала С. Г. Горшкова «За работы военно-морской тематики».
В 1958 году месяц провёл в Ленинграде. Из поездки он привёз цикл пейзажей. В 1958—1959 годах работал над большими триптихами «На Юге» и «На Севере». Первый был экспонирован на выставке «40 лет ВЛКСМ», второй — на выставке московских художников в 1959 году.
19 декабря 1956 года а Москве в Выставочном зале Союза художников СССР на Кузнецком Мосту состоялась Выставка живописи и графики Д. Я. Черкеса и Н. И. Цейтлина. «Зритель не получит полного представления о Д. Я. Черкесе, если не сказать того, чего на выставке увидеть нельзя. Д. Я. Черкес — один из активных членов Московского союза художников, куда он вступил с момента основания Союза. Он — участник многих московских и всесоюзных выставок, начиная с выставки „15 лет Советской власти“. Последние годы Черкес выступает не только как художник-маринист, но и как пропагандист маринистической живописи, много сделавший для её развития».
В 1970 году состоялась персональная выставка работ Черкеса, организованная Московской организацией Союза художников СССР в связи с 70-летием со дня рождения и 50-летием творческой деятельности художника. М. Плахова в «Советской культуре» писала по поводу этой выставки:
Гармония и красота мира, нерасторжимая связь человека с землёй, его доброе, деятельное содружество с природой — вот поэтические мотивы творчества Д. Я. Черкеса, персональная выставка которого открылась в Выставочном зале СХ СССР… Кисти его принадлежит интересная галерея прекрасных портретов, красивы его сочные натюрморты. В картинах художника — плоды долгой и вдумчивой работы над натурой, размышления над холстом, и в то же время творчество его взволнованно, искренне и экспрессивно.
Член Союза советских художников.

### Семья

Отец — присяжный поверенный Я. И. Черкес

- отец — Яков Исаакович Черкес (1873—1938), уроженец Армянска из купеческой караимской семьи, выпускник феодосийской классической гимназии и юридического факультета Московского университета (1894), присяжный поверенный округа Московской судебной палаты (с 1902 года) и присяжный стряпчий Московского коммерческого суда (с 1897 года)[20], управляющий табачной фабрики «Ява», был дружен с пейзажистом и коллекционером живописи И. С. Остроуховым, а также с театральным деятелем И. Э. Дуван-Торцовым. Арестован в 1937 году и расстрелян 7 апреля 1938 года в Туле на Тесницком полигоне[2][21][22]. Имя Я. И. Черкеса присутствует на семейном захоронении Черкесов на Введенском кладбище (5-й участок)[23].
- мать — Софья Самуиловна Габай, дочь владельца табачной фабрики «Товарищество С. Габай» С. С. Габая и А. Ю. Габай[источник не указан 852 дня].

Дети
- Наталья Даниловна Черкес (1922—2013), жила в Москве, дочь Веры Борисовны Юргенсон[24]. Похоронена на Введенском кладбище (5-й участок)[23];
- Александр Данилович Черкес (1937—1994), сын Валентины Кондратьевны Чипиго (1904—1972), похоронены на Ваганьковском кладбище[25];
- Иван Данилович Черкес (1946—2011), жил в г. Свампскотт (Массачусетс, США), где и похоронен[26].

## Произведения

### Живопись
Полотна, написанные маслом
- Панно (для Дальневосточного павильона Всесоюзной сельскохозяйственной выставки) «Уход читинских партизан на фронт» — холст, 200х800, 1939
- Панно (для Дальневосточного павильона Всесоюзной сельскохозяйственной выставки) «Встреча танкистов в колхозе» — холст, 200х800, 1939
- «Здесь были немцы» (Тамбовская картинная галерея) — холст, 100х80, 1942
- Триптих «На Севере» (собственность Министерства культуры РСФСР): «В Баренцевом море» — холст, 122х61 / «Полярное лето» — холст, 122х122 / «В Беломорском колхозе» — холст, 122х61
- «Ветер Октября» (эскиз) — холст, 81х90, 1959

Этюды, написанные маслом
- «Сон» — бум., 32х44, 1944
- «На рыбалке» — бум., 29х42,5, 1946
- «Ленинград» (серия этюдов) — 1951
- «Поздний вечер» — бум., 15х25, 1955

Портреты
- Портрет матери — холст, 72х60, 1938
- Портрет Мейерхольда — холст
- Портрет Мейерхольда с собакой — холст
- Портрет Е. А. Павловой — бум., 31х44, 1940
- Автопортрет — бум., накл. на фанеру, 30х24, 1942
- Сашка — холст, 70х58, 1944
- Портретный этюд — холст, 80х50, 1955
- Портрет журналистки — холст, 80х80, 1955
- Портрет М. Ф. — холст, 80х50, 1956
- Скрипачка — холст, 80х80, 1959

Пейзажи
- «Переяславское озеро» (Переславль-Залесский историко-художественный музей) — холст, 70х100, 1947
- «Териберка» (МГУ имени М. В. Ломоносова) — дерево, 18,5х35, 1951
- «Горная тундра» (МГУ им. М. В. Ломоносова) — холст, 60х100, 1951
- «Безымянная луда» (МГУ им. М. В. Ломоносова) — дерево, 18,5х35, 1952
- «Март в Крыму» (Советское посольство в Варшаве) — холст, 85х118, 1954
- «Дом А. Блока» — холст, 60х65, 1958
- «Крыши Керчи» — холст, 92х85, 1959
- «Смольный монастырь» — холст, 60х65, 1959
- «Новая Голландия. Ленинград» — холст, 100х80, 1959
- «Дома у моря» — холст, 81х90/65х60, 1959
- «Кишинёв» (серия этюдов) — 1953
- «Ели» — бум., 15х25, 1955
- «Спасоголенищевский переулок» — картон, 15х25, 1956
- «Спасская башня» — картон, 33,525, 1956
- «Из окна» — картон, 19,5х25,1956
- «Сегежа. Карелия» — картон, 15х25, 1956
- «Ленинград» (серия этюдов) — 1958
- «Керчь» (серия этюдов) − 1958

Марины
- «Вручение знамени лучшей рыболовецкой бригаде» (Костромская областная картинная галерея) — холст, 82х24, 1949
- «У родных берегов» (Чкаловский дом советов) — холст, 50х80, 1949
- «Баркасы» — дерево, 18,5х35, 1949
- «Готовы к выходу в море» — бум., 14,4х41,4, 1950
- «Лосось пошёл» (Ярославо-Ростовский историко-архитектурный художественный музей-заповедник) — холст, 69х112, 1951
- «Остров Лодейный. Белое море» (Дирекция выставок Художественного фонда РСФСР) — бум., 30х50, 1951
- «Встреча траулера — победителя в социалистическом соревновании» (МГУ им. М. В. Ломоносова) — холст, 60х137, 1952
- «Черноморское утро» (Дагестанский музей изобразительных искусств. Махачкала) — холст, 60х120, 1953
- «Чёрное море» (Ставропольская картинная галерея) — холст, 50х80, 1953
- «Птичья скала» (Дирекция выставок Художественного фонда РСФСР) — холст, накл. на картон, 32х49, 1953
- «Ненастный день» — холст, 33х49, 1953
- «В. М. Головнин уходит на шлюпе «Диана» из английского плена 19 мая 1809 года с мыса Доброй Надежды». Эскиз. — бум., 31х51, 1953
- «Волна» (Феодосийская картинная галерея имени И. К. Айвазовского) — холст, 50х80, 1953
- «Утренний штиль. Азовское море» (Северо-Осетинский республиканский художественный музей. Орджоникидзе) — холст, 50х80, 1954
- «Серебряный день» (Государственный музей латышского и русского искусства Латвийской ССР. Рига) — холст, 50х80, 1954
- «Портовые сумерки» — холст, 50х80, 1955
- «Азовские баркасы» — холст, 69х11, 1954
- «Вечерний штиль. Азовское море» — холст, 69х112, 1955
- «Скала Нептун» — холст, 86х120, 1955
- «Прибой. Баренцево море» — холст, 62х122, 1955
- «Ночь в порту» — холст, 50х80, 1955
- «Морская дорога» (панно в Музее землеведения МГУ имени М. В. Ломоносова) — холст, 60х120, 1955
- «Дымы Мурмана» — холст, 104х176, 1955
- «Ночь в порту Мурманска» — холст, 50х80,1955
- «Валуны у Ламбуш-озера. Карелия» — холст, 80х80, 1956
- «Сквозь туман» — холст, 87х121, 1956
- «Белая ночь. Мурманск» (Кировский областной художественный музей им. М. Горького) — холст, 120х92, 1956
- «Рыбаки у ставного невода» (Таллинский государственный художественный музей) — холст, 50х80, 1956
- «На восходе» — холст, 92х120, 1956
- «В порту. Мурманск» — холст, 69,5х110, 1956
- «На рейде» — холст, 85х92, 1956
- «Большой трал» — холст, 92х120, 1956
- «Полуночное солнце» — холст, 58х134,5,1956
- «Мартовский вечер. Крым» — холст, 80х92,1956
- «Июльская полночь в Мурманске» — холст, 50х80, 1956
- «Летняя ночь. Мурманский порт» — холст, 85х92, 1957
- «В ожидании ветра» — холст, 120х92, 1957
- «Вечерний штиль. Азовское море» — холст, 69х112, 1957
- «Рыбаки» — холст, 100х80, 1957
- «Утро на рейде» (Дирекция выставок Министерства культуры РСФСР) — холст, 100х80, 1957
- «У родных берегов» (Политуправление Советской армии и Военно-морского флота) — холст, 120х92, 1958
- «Кольский полуостров» (серия этюдов) — 1951
- «Крым. Керчь» (серия этюдов) — 1951
- «Белое море» (серия этюдов) — 1951
- «Геническ» (серия этюдов) — 1953
- «Крым» (серия этюдов) — 1953
- «На Рыбинском море» (серия этюдов) — 1954
- «Латвия» (серия этюдов) — 1957

Натюрморты
- «Рыбы Черноморья» — холст, 48х68, 1950
- «Букет цветов» — холст, 60х45, 1955
- «Букет» — холст, накл. на картон, 48х70, 1955
- «Лилии» — бум., 15х25, 1955
- «Черёмуха» — бум., 15х25, 1955
- «Весенний букет» — бум., 15х25, 1955
- «Тюльпаны» — бум., 15х25, 1955
- «Натюрморт "Новогодний"» — холст, 50х80, 1956
- «Натюрморт с хрусталём» — холст, 50х80, 1956
- «Натюрморт "Кавказский"» — холст, 120х86, 1959
- «Натюрморт с цикламеном» — холст, 120х92, 1959
- «Натюрморт с гранатами» — холст, 80х80, 1959
- «Натюрморт "Китайский"» — холст, 120х60, 1959

### Графика
Рисунок
- Картон для панно «Водный праздник» — бум., уголь, сангина, мел, 182х77, 1936
- Картон для панно «Водный праздник» — бум., уголь, 172х64, 1936
- «Женский портрет» — бум., уголь, 103,5 х 73,5, 1940
- «За работой» — бум., уголь, сангина, 32х27, 1941
- «Температура около 40» — бум., уголь, мел, 30х24, 1943
- «За рукоделием» — бум., картон, 17х24, 1945
- «На концерте. В. В. Софроницкий» (Музей А. Н. Скрябина) — бум., картон,8,5х13, 1945
- «Тишково» (этюды) — бум., картон, 21х32, 1946
- «Концерт В. В. Софроницкого» — бум., картон, 21х32, 1946
- «В. В. Софроницкий» (набросок) — бум., картон, 10,5х14, 1950

Акварель
- «Красная площадь. Декабрь 1941» — бум., 34х42
- «На фронт» — бум., акв., тушь, 21х30,8, 1942

Этюды
- «Коктебель. Утро» — бум., 18х38, 1933
- «Коктебель. Горы» — бум., 23х29,1933
- «Коктебель. Гора Клементьева» — бум., 18х41,5, 1933
- «Коктебель. Восход солнца» — бум., 23х31, 1933

## Выставки
- 1933 год. Москва. Выставка «Художники РСФСР за 15 лет» (1917—1932). Живопись[12][27]
- 1934 год. Москва. Выставка плаката «Десять лет без Ленина по ленинскому пути». Открыта 28 января 1934 года в Москве к 10-летию со дня смерти В. И. Ленина[28][29]
- 1935 год. Горький. Выставка «Московские художники — подшефному Горьковскому автомобильному заводу». Открыта на Горьковском автозаводе[30][31]
- 1936 год. Ялта. «Выставка картин московских художников»[32][33]
- 1939 год. Кисловодск. «Кисловодская выставка картин, акварели и графики советских художников». Открыта 28 августа 1939 года в Кисловодске[34]
- 1939 год. Москва. «Шестая выставка союза московских художников».
- 1940 год. Москва. «Седьмая выставка союза московских художников». Живопись. Открыта в Центральном выставочном зале Московского товарищества художников[35]
- 1942 год. Москва. Выставка «Пейзаж нашей Родины». Открыта с 1 по 26 января 1942 года в Центральном выставочном зале Московского товарищества художников[36]
- 1948 год. Москва. Художественная выставка «30 лет советских Вооружённых Сил. 1918—1948». Открыта 8 мая 1948 года в залах Государственного музея изобразительных искусств имени А. С. Пушкина и Московского товарищества художников[37]
- 1949 год. Москва. «Выставка живописи, скульптуры политической сатиры и графики». Открыта с 20 декабря 1949 года по 20 января 1950 года Выставочном зале Дома художника[38]
- 1950 год. «Передвижная выставка Советских художников». Открыта весной 1950 года в Горьком; затем в Саранске, в Мордовской картинной галерее имени Ф. В. Сычкова; в Саратове и 18 июня 1950 года — в Куйбышеве, в выставочных залах областного отделения Союза советских художников[39][40][41].
- 1951 год. Москва. «Выставка этюдов, выполненных в творческих командировках на морском и речном флотах». Открыта 27 декабря 1951 года в выставочном зале МОССХа.
- 1952 год. Москва. «Выставка живописи, скульптуры и графики, посвящённая дню Военно-морского флота». Открыта 28 июля 1952 года в залах Московского товарищества художников[42].
- 1953 год. «Передвижная выставка живописи и графики советских художников». Открыта 30 апреля 1953 года в Иванове в помещении Союза художников, затем с 13 июня по 5 июля в Волгограде в помещении Областного драматического театра имени М. Горького; с 16 июля по 30 июля в Таганроге в залах Краеведческого музея; с 5 августа по 25 августа в Ростове-на-Дону в Выставочном зале Художественного фонда; со 2 сентября по 16 сентября в Воронеже в помещении Филармонии; с 21 сентября по 5 октября в Тамбове в Выставочном зале Союза советских художников; с 23 октября по 10 ноября в Орле в Художественном салоне; с 15 ноября по 27 ноября в Смоленске на ул. Б. Советская, 31; с 4 декабря по 21 декабря в Калининграде в помещении Областного драматического театра[43][44][45][46][47][48][49].
- 1953 год. Москва. «Весенняя выставка живописи московских художников». Открыта в июне 1953 года в выставочных залах Московского товарищества художников[50]
- 1954 год. Москва. «Выставка живописи московских художников». Открыта с 27 января по 20 февраля 1954 года в Центральном выставочном зале (бывший Манеж)[51]
- 1955 год. «Передвижная выставка произведений советских художников». Открыта с 21 июня по 9 июля в Астрахани, в Астраханской областной картинной галерее им. Б. М. Кустодиева; с 15 июля по 10 августа — в Махачкале, в Дагестанской государственной филармонии; с 21 августа по 8 сентября — в Грозном, во Дворце культуры им. В. И. Ленина; с 18 сентября по 5 октября — в Орджоникидзе, в парке культуры им. К. Хетагурова; с 21 октября по 24 ноября — в Нальчике, в Городском краеведческом музее; с 29 ноября по 15 декабря — в Ставрополе, в Клубе им. Блинова; с 24 декабря 1955 года по 18 января 1956 года — в Пятигорске, в Городском музыкальном театре комедии[52][53][54][55][56][57][58]
- 1955 год. Москва. «Отчётная выставка произведений художников-маринистов, выполненных в творческих командировках». Открыта с 4 марта 1955 года в Клубе им. В. П. Ногина[59]
- 1956—1957 годы. «Передвижная выставка произведений советских художников». Открыта с 21 сентября по 8 октября в Сталинграде, в Доме архитекторов; с 26 октября по 13 ноября — в Астрахани, в Астраханской областной картинной галерее им. Б. М. Кустодиева; с 15 декабря 1956 года по 7 января 1957 года — в Красноводске, в Клубе моряков; с 26 января по 26 февраля — в Ашхабаде, в Туркменском государственном музее изобразительных искусств; с 8 по 28 марта — в Мары, в Городском театре им. Кемино; с 4 апреля по 3 мая — в Бухаре, в Бухарском областном краеведческом музее; с 9 мая — в Самарканде, в Республиканском музее истории, культуры и искусства Узбекской ССР; с 29 июня по 5 августа — в Сталинабаде, в Республиканском объединённом музее истории, краеведения и изобразительного искусства Таджикистана им. Бехзада; с 14 августа по 9 сентября — в Ленинабаде, в Театре им. А. С. Пушкина[60][61][62][63]
- 1956 год. Москва. «Живопись и графика московских художников». Раздел живописи открыт в январе 1956 года в Центральном Доме работников искусств; раздел графики открыт в феврале 1956 года в Центральном Доме Советской Армии[64]
- 1957 год. «Передвижная выставка произведений Советских художников по Северу Приморья». Открыта с 16 июня в посёлке Роста; с 8 августа по 9 сентября — в Полярном; с 10 сентября по 5 октября — в Североморске; с 7 октября по 1 ноября — в Мурманске; с 20 ноября по 16 декабря — в Архангельске[65]
- 1957 год. Москва. «Выставка живописи, скульптуры, графики к Первому Всесоюзному съезду советских художников». Открыта с 23 февраля в выставочном зале Союза художников СССР, в Академии художеств СССР, в Доме художника, во Дворце культуры автозавода им. И. А. Лихачёва и в Центральном Доме работников искусств[66]
- 1958 год. Москва. Художественная выставка «40 лет Советских Вооружённых сил». Открыта с 21 февраля в Академии художеств СССР[67]

Персональные выставки
- Декабрь 1956 года. Москва. Выставка живописи и графики Даниила Яковлевича Черкеса и Наума Иосифовича Цейтлина[14]
- Сентябрь 1970 года. Москва. Выставка произведений Д. Я. Черкеса[17][18][68]

## Фильмография
- 1927 — Каток (мультипликатор)
- 1927 — Сенька-африканец (совместно с И. Ивановым-Вано, Ю. Меркуловым)
- 1929 — Похождения Мюнхгаузена (режиссёр)
- 1930 — Всесоюзная кочегарка
- 1933 — Органчик (художник-постановщик; совместно с Н. Ходатаевым, Г. Ечеистовым)
- 1934 — Гляди в оба (режиссёр)

## Награды и звания
- медаль «За оборону Москвы» (9 июля 1947)[69];
- заслуженный художник РСФСР[19].